# امیرعلی نبویان
امیرعلی نبویان(زادهٔ ۲ فروردین ١٣۵٩) نویسنده، مجری و بازیگر ایرانی است. او فارغ‌التحصیل رشتهٔ مهندسی برق از دانشگاه صنعتی نوشیروانی بابل بوده و شهرت خود را از برنامهٔ تلویزیونی رادیو هفت به‌دست آورد. او علاوه بر اجرا در برنامه‌های تلویزیون، نویسنده نیز هست و کتاب‌هایی همچون مجموعهٔ ۴ جلدی قصه‌های امیرعلی و نیز کأن لم یکن از وی منتشر شده‌است. 

## فعالیت‌ها و کارنامه
امیرعلی نبویان نویسنده، مجری و بازیگر ایرانی، زادهٔ شهر آمل است. او اولین تجربهٔ بازیگری خود را در سریال نوشدارو به دست آورد. وی در کارنامهٔ خود مجری گری در رادیو هفت، خوشا شیراز، صد برگ و خندوانه (فصل ۸ به جای رامبد جوان چون رامبد داور بود) را دارد. او همچنین توانست در مسابقهٔ لباهنگ خندوانه با اجراهای خود نظرات زیادی را جلب نماید. او دراین مسابقه ترانه‌های محسن چاوشی را خواند و با بالاترین رأی به مرحلهٔ فینال لباهنگ رسید و در پایان، نفر اول شد.
وی نویسنده کتاب قصه‌های امیرعلی همچنین کان لم یکن و شهر غصه است. او در گفتگویی اعلام کرد قصد دارد حضور بیشتری در سینما و تلویزیون داشته باشد.
اجرای برنامه‌های ارتش سری، ریالیتی شوی پدرخوانده و همچنین خنداننده شو ۳ از فعالیت‌های وی است. وی همچنین در شوی شب‌های مافیا حضور داشت.
همچنین در برنامه اسکار به کارگردانی مهران مدیری ، نفر اول مسابقه شد.

## فیلم‌شناسی
- خوشا شیراز مجری - ۱۳۹۰
- رادیو هفت مجری - ۱۳۹۴–۱۳۹۱
- نوشدارو - ۱۳۹۲
- خانه دختر (در نقش رضا) - ۱۳۹۳
- صدبرگ (مجری) - ۱۳۹۴
- زرد (در نقش بهنام) - ۱۳۹۵
- مزه غذای ایرانی(اجرای برنامه) - ۱۳۹۶
- شب‌های مافیا - ۱۴۰۰
- پدرخوانده - ۱۴۰۱
- ارتش سری (مجری) - ۱۴۰۱
- پدرخوانده ۲ -۱۴۰۲
- اسکار - ۱۴۰۲
- مافیا دُن ۱۴۰۴